# شهرستان وبستر (نبراسکا)
شهرستان وبستر، نبراسکا (به انگلیسی: Webster County, Nebraska) یک سکونتگاه مسکونی در ایالات متحده آمریکا است که در نبراسکا واقع شده‌است.

## خصوصیات
شهرستان وبستر ۱٬۴۸۹٫۲۵ کیلومترمربع مساحت دارد.